# Bandrele
Bandrele (nicht offiziell auch Bandrélé) ist eine Gemeinde mit 22.770 Einwohnern (Stand 14. Dezember 2017) im französischen Überseegebiet Mayotte.

## Geografie
Bandrele liegt an der Ostküste der Hauptinsel Mayottes. Neben dem Hauptort Bandrele bilden noch die Dörfer Hamouro, Nyambadao, Bambo Est, M'tsamoudou und Dapani die Gemeinde.

## Bevölkerungsentwicklung
| Jahr      | 1997 | 2002 | 2007 | 2012 |
| Einwohner | 4942 | 5537 | 6838 | 7885 |

## Persönlichkeiten
- Ismaël Boura (* 2000), französisch-komorischer Fußballspieler